# 髙坂雄貴
髙坂 雄貴（たかさか ゆうき、YUKI TAKASAKA、1980年11月12日 - ）は、合同会社いと・まほろば代表。神奈川県横浜市出身。
学生時代に立ち上げた自身の主宰劇団「超次元劇団まほろば」を経て、1999年高校卒業後に就職(2001年退社)、アマチュア劇団「劇団蒼生樹」に入団し、演劇を学ぶ。2000年、個人ホームページ「いと、まほろば」をスタート。2001年より俳優、スタッフ等の活動を始める。2006年にVシネマ出演をきっかけに、映像スタッフ業をスタート。多目的ホール「ラゾーナ川崎プラザソル」で劇場スタッフとして、舞台演劇の制作を開始する。2008年ドラマ「鉄道むすめ～Girls be ambitious～」演技事務スタッフとして参加、以後映画、ドラマプロデューサーのアシスタントとしてキャスティング業を始める。2015年  合同会社いと・まほろばを設立(個人事業を法人化)、特撮番組出身俳優やクリエイターとトークを展開するニコニコチャンネル「超次元電視いと、まほろば」をスタートさせる。2018年 ブラジル サンパウロでのイベント「アニメフレンズ2018」で、ブラジルでの活動をスタート。2024年 東映エージエンシーと広告業務の一部を受託する事業を始める。芸能のみならず、文化芸術、俳優やタレント・クリエイターのセカンドキャリア創出に貢献するなどの活動をしている。
個人事務所時代の細かなの経歴については「その、概要」にて公開されている。

## 来歴

### 少年期から俳優になるまで
- 幼少期：横浜市南区六ツ川出身。
  - 遊び相手は子供だけでなく、近所の大人の家に上がり込み、片腕がない、片目がないおじさん達が多く住んでおり、おもしろおかしく教えてくれる戦争体験の話を聞くのが好きだった。
  - 独自に編み出した演出方法によるヒーローごっこが評判を呼ぶなど、遊びに情熱を持つ子供であった。
  - 実家の裏手にはスナックがあり、誕生日会をやる際に店主に交渉し、スナックを借りて誕生日会を開催していた。
- 空手と中国拳法を学ぶ。一般的に道場の少年部からスタートするのが通常ではあるが、本格的な指導を希望していた為、中学生から一般部で稽古を行っていた。高校生時分、通っていた空手道場である少林寺流空手道錬心館)と高校空手部の顧問であったフルコンタクト空手 拳道会の道場に通い、ほぼ毎日空手漬けであった。後に学校内で劇団を立ち上げるが、空手部の稽古は並行していた。
- 高校時代：主宰劇団「超次元劇団まほろば」を立ち上げ、演劇の世界に足を踏み入れる。きっかけは、文化祭のクラスの出し物を巡った担任教師との対立で、クラスの一部をメンバーに引き入れた形の小さな反抗であった。この活動の後に髙坂卒業後、学校内で正式に芸能コースが設立されている。  旧宮澤学園。現在は名称を変更し星槎学園として現在は全国に多くの連携校を持ち、星槎学園箱根キャンパスの学校長が空手部の顧問であった為、現在も親交がある。
- 1999年：高校卒業後、横浜伊勢佐木町の家具店(望月家具)に就職。隣に今はなき日劇、向かいにシネマ・ジャック＆ベティがあった。
- 初任給で念願であったパソコンVAIO PCV-R30を購入。そこからパソコンによる画像動画編集、パーツ交換、自作PCにのめり込む。
- 就職と同時期にアマチュア劇団「劇団蒼生樹(あおいき)」に入団し、演劇を学ぶ。アマチュアでありながらも、本格的かつ高いクオリティの公演を行う劇団に感銘を受け入座を希望するも、電話に出た座長の妻から「大変だから、あなたの将来の為にやめておきなさい」と諭されるも、入団する。劇団の公演のみならず、神奈川県演劇連盟、市民ミュージカルなどにも協力し、俳優としての基盤を構築した。2003年に同劇団を退座。
- 2000年：個人ホームページ「いと、まほろば」を開設。インターネット上での活動を始める。
- 2001年：前職(望月家具)を退社。

### 俳優活動を開始
- 2002年 - 2005年：東京ディズニーランドでキャストとして勤務。

- 2003年：劇団蒼生樹(あおいき)を退座。
- これまでホームページのタイトルであった「いと、まほろば」をそのまま個人事務所化。俳優のみならず司会業や多様なオーダーに対応可能なスタイルを確立。
- 2004年：神田時来組「大新選組」出演。この時に共演した斉藤ゆり(株式会社エクセリング代表取締役,木谷真規)と親交を深め日本テレビのイベントにキャスト兼スタッフとして参加、以後斉藤ゆりプロデュース公演「民営か？」(2006年)に出演。これまで舞台の活動中心だったものから映像業界に進むきっかけとなる。

- 2005年：劇団柿喰う客の「挿入ジェノサイド」「とりあえず、ナマで！」「骨はダラスに埋めてくれ」に出演し、劇団創設期のサポートメンバーとして活動していた。
  - 小劇場演劇を中心に、年間100ステージを敢行。ほかイベントでの司会業、忘年会や企業パーティーでコント・パフォーマンスを披露。
  - お笑い芸人として１年ほど太田プロに所属。合格者は無料でネタの講評がもらえるという養成所企画に惹かれ、応募したところ見事合格した。同時期に入所したタレントはおかもとまり。

### 俳優の傍ら、映像制作・プロデュース・イベント事業
- 2006年よりラゾーナ川崎プラザソルで劇場スタッフとして舞台演劇の制作に携わる。  財団法人川崎市文化財団からの委託先であった株式会社エイチ・アンド・ビースタッフに入社し、これまでの経験を活かした演劇公演の制作、イベントのプロデュースを開始する。
  - Vシネマに出演、映画製作会社「ジョリー・ロジャー」「トルネード・フィルム」で映像スタッフ業を開始。 俳優業もやりながら舞台制作・映像制作の異なる会社にそれぞれ所属していた。
  - 柿喰う客「他人の不幸」(未亡人編)(弔問客編)出演
  - 「大人計画フェスティバル」宮藤官九郎の“あの娘おばけがダンクシュート決めたらどんな顔するだろう屋敷、略しておばけ屋敷”出演。宮藤官九郎、阿部サダヲ、星野源らと共にする。
  - 大江戸温泉物語で忍者ショー、カウントダウンセレモニーを年間で担当。出演,構成など
- 2008年：Vシネマ「桃香クリニックへようこそ」出演
  - ドラマ「鉄道むすめ～Girls be ambitious～」演技事務。当時、師事していた映画プロデューサー(現在、制作会社キャンターの代表)から、「電話とFAXだけの簡単な仕事だからやってみないか？」と誘われて引き受けるも、初のテレビドラマのスタッフとしては常軌を逸脱した物量の作業量であった事と、メインキャストのスケジュール管理からエキストラ手配、予算の管理も全て行う必要があった為、独自に考案した“自宅を事務所にし、データは全てパソコンによる管理”と、徹底的な効率化をする事で番組終了まで完遂。この時の経験や業務効率化が、後の会社運営の基本スタイルとなった。その後、映画やドラマのキャスティングプロデューサーとしての活動を開始。
  - Vシネマ「妖怪大世紀」出演,アシスタントプロデューサー
  - Vシネマ「喧嘩番長」出演,キャスティング補
  - 「爆乳戦隊パイレンジャー」出演,アシスタントプロデューサー
  - Vシネマ「ハプニング」アシスタントプロデューサー
  - CM「リアル鬼ごっこ」出演,キャスティング補"
- 2009年：Vシネマ「行列のできる恋愛裁判所　社内トラブル解決編」出演,キャスティング補
  - Vシネマ「おっぱいチャンバラ」出演,キャスティング補。この時初共演した範田紗々と以降多く共同企画など
  - 舞台「恋人は透明人間」出演。共演者に増田有華
  - 映画「湾岸ミッドナイト THE MOVIE」演技事務
  - 映画「ロボゲイシャ」(監督,井口昇)制作進行　出演者に斎藤工,くまきりあさ美
  - 海の家「おとひめ亭」でアイドルイベント企画、制作。くまきりあさ美(現:熊切あさ美),カブトムシゆかり ほか出演"。ロボゲイシャの出演者であったくまきりの独立を一時的に支援する名目で海の家でアイドルイベントを企画した際にゲストとして招致している。
- 2010年：ガジェット通信にてネットニュースのライターとしての活動をスタート。水木一郎へ単独インタビューをし、以後多くのネットニュースのライターとして活動する。
- PV ザ50回転ズ「ロックンロール・マジック」(監督:井口昇)助監督
- 映画「花のあと」出演,キャスティング補
- 映画「僕たちのプレイボール」キャスティング協力,この映画のプロデューサーとなる新庄剛志の招致などを担当
- 舞台ラゾーナ川崎プラザソル ワケあり公演『ぼくのぼうけんのしょⅠ・Ⅱ』『天地爆砕!市立ボコすか学園』作・演出・プロデュース
- トークイベント「田代まさしの円卓の騎士ナイト」企画、制作。田代まさしの逮捕後の活動を支援して欲しいと知人のつてで頼まれ、トークイベントを企画。特に資金の援助もなかったが、このイベントの直後の9月に三度目の逮捕をテレビニュースで知る。
- 2011年：川崎市文化財団主催『熱血!夜間学校クラブ!略してヤガク!』作・演出腹筋善之介プロデュース。出演者に前田希美
  - 舞台『ぼくのぼうけんのしょⅢ』作・演出・プロデュース
- 2012年：舞台「やっぱりカフェが好き＼(^o^)／・／(^o^)＼」演出
- 2013年：舞台「舞台ドリームクラブ〜国民総ピュア化計画☆エブリディが週末!?〜」の企画に参加。演出補  企画立案時より公演劇場をラゾーナ川崎プラザソルで行う事で制作、稽古の現場をサポートする形で参加した。出演者：中園彩香 黒須みらい 姫野翼(現:姫野桜都) 小板奈央美 柳瀬晴日 雨情華月 井澤美香子 青木満理子 和地つかさ 澤村佳奈。青木志貴 小花 小新井涼 関口未佐子 卯野春香 沖田亜依 安田友加
  - 2013年12月：桜塚やっくん原作、出演の遺作映画「桜塚やっくんの 美女men」追悼上映会 企画、制作、運営
  - 同年10月桜塚やっくんが逝去した際、生前からの親交を基にお別れ会として遺作映画の上映会をラゾーナ川崎プラザソルで企画・主催した。偶然にも桜塚やっくんの実家が自宅の近所にあり、遺族を訪ねて許諾の元開催。その模様はテレビや新聞でも大きく取り上げられた。
- 2014年：舞台「獰猛犬」(原作・監修 神威杏次）演出。神威の過去作品を新たに演出。この頃に薫桜子(現:愛奏)に出演オファーをしたが実現には至らずも、後に共同企画や仕事などで親交を深めるきっかけとなった。
- 演劇公演のプロデュースのみではない劇場の利用方法を模索している中、他のジャンルやサブカルチャーに焦点を当てるイベント事業の取り組みをスタートさせる。音楽家の渡辺宙明に直接コンタクトをし、渡辺宙明の半生を振り返り作品を深堀りするというトークイベントを企画した。これまで詳細に半生を発表していなかった渡辺宙明もこれに賛同し、音楽家としてだけではない側面を掘り下げるというスタイルを確立。このトークイベントで制作したレジュメが渡辺宙明の半生をまとめた書籍やNHKで放送される渡辺宙明特集番組にも活用された。
- 2014年：ラゾーナ川崎プラザソル(株式会社エイチ・アンド・ビー・スタッフ)を退職。
- 2016年：竹内力が代表とする株式会社リキプロジェクトに入社。竹内力から誘われるも、会社都合により退職となった。

### 超次元電視いと、まほろば　特撮ヒーロー関連事業で会社を設立
- 2015年：合同会社いとまほろばを設立。ニコニコチャンネル「超次元電視いと、まほろば」をスタート。レギュラー出演者に宮澤寿梨,たなかえり
- 2016年：「村上克司原画リトグラフ」企画、「村上克司原画展」企画・制作。
- 2018年：世界忍者戦ジライヤ30周年行事「世界忍者展ジライヤ」を企画・制作。
- 武神館筒井導場の前身となる忍術稽古会を企画。当初、世界忍者展ジライヤのクラウドファンディングの返礼としての限定的なものだったが、好評だった為、継続し、2022年に武神館初見良昭から許諾を得て、武神館筒井導場として埼玉県春日部市の道場を拠点としている。
- ブラジル サンパウロでのイベント「アニメフレンズ2018」「ヘサカフレンズ2018」出演、東映の許諾下、村上克司原画リトグラフを出品
- 2019年：筒井巧の戸隠流忍法第三十五代宗家就任の現場に立ち会う。
- 2022年：野田市忍者企画展「世界が尊敬する忍者―武神館宗家 初見良昭の足跡をたどる―」の企画・運営を担当。
- 2024年：元AV女優琴乃との包括的提携をスタート。事務所から独立して間もなかった事と、範田紗々との繋がりで仕事をした事がきっかけ。雑誌SPA!の取材アテンド、ファン向けイベントの共同企画など。
- 2024年：東映エージエンシーと共同で映画PR、広告動画制作、ラジオCM制作などの広告業務を担当。

## 会社設立の背景と影響
- 髙坂は幼少より特撮番組、アニメーション作品からの影響が強く、長年エンターテイメント業界で活動し、特に特撮やアニメーションに深い愛着を持っていた。
- 学生時代から始めた劇団運営や映像制作の経験を通じて、特撮文化の保存と発展に貢献する方法を模索していた。
- 特撮ヒーロー作品のファンコミュニティとの交流を深め、作品の歴史や価値を広く伝えるプラットフォームを必要としていた。
- 自身の持つ様々なスキルを最大限に活用し、特撮コンテンツを創造する新たな手段を求めていた。
- 2015年前後、特撮ファンコミュニティの成長やインターネット放送の普及、新たな特撮作品の制作や既存作品の再評価といった動きが見られた。これらの背景から、特撮コンテンツに特化した会社を設立するアイデアが具体化した。
- 柔軟な運営が可能な合同会社形態を選択。
- 特撮文化の保存、再評価、新たな創造を通じてファンとより深く結びつくことを目的とする。
- 特撮コンテンツの製作・配信だけでなく、イベント運営やファンコミュニティの育成、海外展開による文化交流をビジョンに掲げる。
- 宮澤寿梨の芸能活動復帰のきっかけとなり、たなかえりの独立を支援する形でアメーバ公式ブログ、Xの共同管理など、タレントやクリエイターのセカンドキャリアにも貢献している。